# Hôtel de Michaelis
 (août 2020).
Pour les articles homonymes, voir Michaelis.
L'hôtel de Michaelis est un hôtel particulier situé au n° 11 rue Gaston de Saporta, à Aix-en-Provence, Provence-Alpes-Côte d'Azur, France.

## Historique
Cet hôtel particulier fut vraisemblablement commandé par et construit pour la famille Michaelis, conseillers au Parlement de Provence, durant la deuxième moitié du XVIIe siècle. 
Sauveur de Michaelis, chevalier de Malte, baron de Martialis et conseiller au Parlement, vécu ici à la fin du XVIIe siècle.

## Architecture
La façade est sobre, dans le style néo-classicisant du Grand Siècle de Versailles.
La porte est typique du XVIIe siècle. 
L’imposte du premier étage est en fer forgé, comme ceux de la plupart des hôtels particuliers aixois.